# قسم بيدك الريفي (مقاطعة آبادة)
قسم بيدك الريفي (بالفارسية: دهستان بیدک) هي منطقة سكنية تقع في إيران في قسم. يقدر عدد سكانها بـ 4,715 نسمة .